# Flotta greca in Aulide
Flotta greca in Aulide è uno degli affreschi realizzati nel 1757 da Giambattista Tiepolo per la Villa Valmarana "Ai Nani", a Vicenza.

## Descrizione

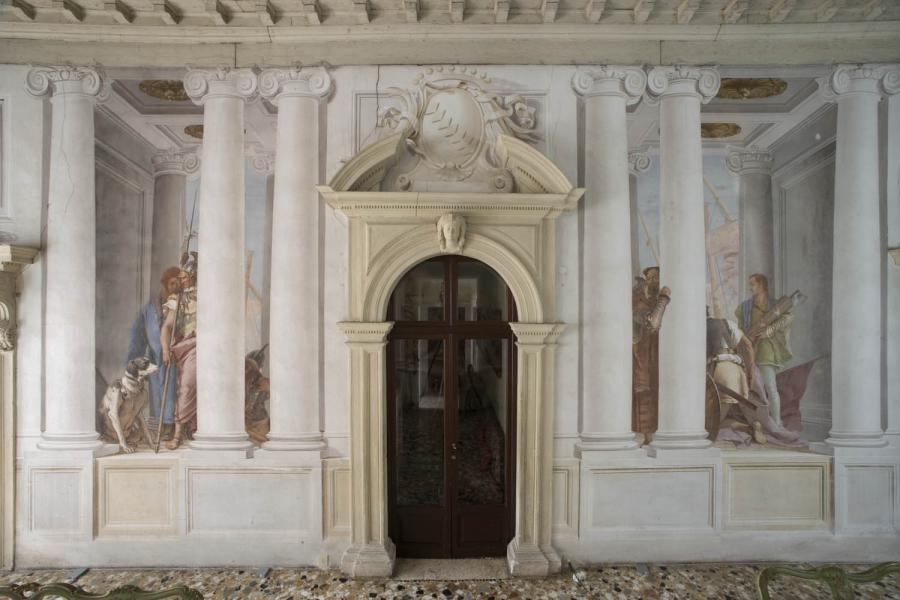
Flotta greca in Aulide (a destra della porta) e Soldati fra colonne (a sinistra)

Situato nel corpo principale della villa, il dipinto occupa una delle porzioni nella Sala di Ifigenia ed è pertanto in relazione col Sacrificio d'Ifigenia, che si trova sulla parete al centro. Vi sono rappresentati alcuni soldati achei che assistono al sacrificio della figlia di Agamennone, voluto da Diana, che però all'ultimo momento salverà la fanciulla. Le loro navi sono visibili sullo sfondo.